# Eckerö Line

«Eckerö Line» — фінська транспортна компанія, яка здійснює поромні перевезення між містами Гельсінкі у Фінляндії та Таллінном в Естонії, і є дочірньою компанією «Rederiaktiebolaget Eckerö», яка займається поромними перевезеннями по всьому Балтійському морю. Станом на 2024 рік має два маршрути і її флот складається з двох суден: MS «Finlandia» та MS «Finbo Cargo». Не варто плутати із компанією «Eckerö Linjen», яка є іншою дочірньою компанією «Rederiaktiebolaget Eckerö».
Компанію названо на честь містечка Еккерьо, розташованого на самому заході Аландських островів. В столиці автономного регіону Аландських островів, місті Марієгамн, розташований головний офіс материнської компанії.
За червень 2011 року компанія "Eckerö Line" перевезла 310 тисяч пассажирів за маршрутом Гельсінкі-Таллінн, і займала близько 30% ринку перевезень за цим маршрутом.

## Історія
В 1992 році компанії Rederiaktiebolaget Eckerö та Birka Line заснували спільну дочірню компанію «Eestin Linja», яка почала обслуговувати швидко зростаючий маршрут між Гельсінкі і Таллінном, використовуючи корабель MS «Alandia». Назва компанії була вибрана із практичних міркувань, оскільки з такою назвою треба було б поміняти всього декілька літер щоб перефарбувати "Eckerölinjen" в "Eestin Linjat" (або навпаки). Для «Eestin Linjat» вибрали кольори дуже схожі на кольори «Eckerö Linjen». Однак, через використання в назві  слова "Eesti" (що означає "Естонія" естонською мовою) замість слова "Viro" (що означає "Естонія" фінською мовою), більшість фінів думали що це естонська компанія. Це стало ще більшою проблемою після катастрофи судна MS «Estonia» в 1994 році, коли фіни почали плутати компанію «Eestin Linjat» з компанією «EstLine», власницею затонулого судна. В результаті, в 1995 році було вирішено перейменувати «Eestin Linjat» на «Eckerö Line», а кольори взяти такі самі, як і у «Eckerö Linjen». Того ж року до флоту компанії доєдналось ще одне судно, MS «Apollo».
В 1998 році компанія придбала свій перший, і поки що єдиний, справжній круїзний корабель MS «Nordlandia». В 2004 році компанія придбала вантажно-пасажирське судно MS «Translandia», щоб поставити ще одне судно на маршрут Гельсінкі-Таллінн, реагуючи на збільшення попиту на вантажні перевезення між цима двома містами внаслідок вступу Естонії до Європейського Союзу, але воно прослугувало лише до 2012 року. В травні 2019 року "Eckerö Line" придбала корабель «European Endeavour» у компанії "P&O", і перейменувала його на MS «Finbo Cargo». Наразі воно курсує між Мууга (передмістя Таллінна) та Вуосаарі (східна околиця Гельсінкі).

## Флот
Всі судні компанії «Eckerö Line» курсують під прапор Фінляндії.

### Поточні судна
| Судно            | Тип           | Збудоване | На службі з | Маршрут           | Тоннаж    |
| ---------------- | ------------- | --------- | ----------- | ----------------- | --------- |
| MS «Finlandia»   | круїзне судно | 2001      | 2012        | Гельсінкі–Таллінн | 36,100 GT |
| MS «Finbo Cargo» | ролкер        | 2001      | 2019        | Вуосаарі–Мууга    | 21,152 GT |

MS «Finlandia» має довжину 175 м і ширину 27.6 м, потужність 50400 кВт і максимальну швидкість 27 вузлів. Судно вміщає 2 080 пасажирів в 250 каютах, а також 665 автомобілів. MS «Finbo Cargo» має довжину 180 м і ширину 25 м, максимальну швидкість 24 вузли і вміщає 366 пасажирів.

### Колишні судна
| Судно            | Збудоване | Роки служби | Тоннаж    | Подальша доля                                                               |
| ---------------- | --------- | ----------- | --------- | --------------------------------------------------------------------------- |
| MS «Alandia»     | 1972      | 1992–2006   | 6,850 GT  | Продане на металобрухт в 2021 році                                          |
| MS «Apollo»      | 1970      | 1995–1999   | 14,990 GT | Продане на металобрухт в листопаді 2020                                     |
| MS «Nordlandia»  | 1981      | 1998–2012   | 14,990 GT | Із 2016 року курсує під назвою MS «Almariya» в компанії "Trasmediterránea". |
| MS «Translandia» | 1976      | 2004–2012   | 13,700 GT | Розібране на металобрухт в 2014 році в Індії.                               |

## Галерея

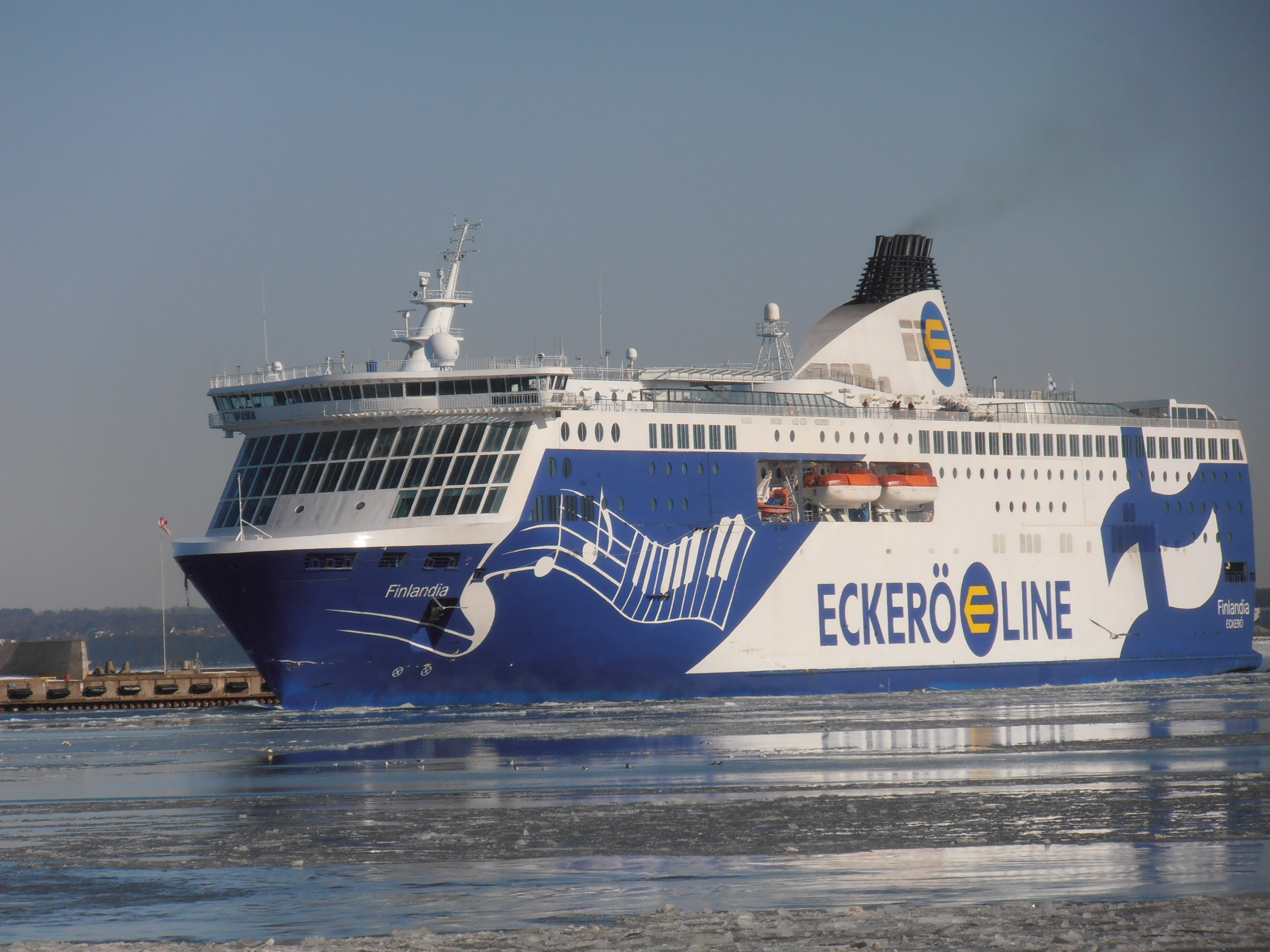
MS «Finlandia»
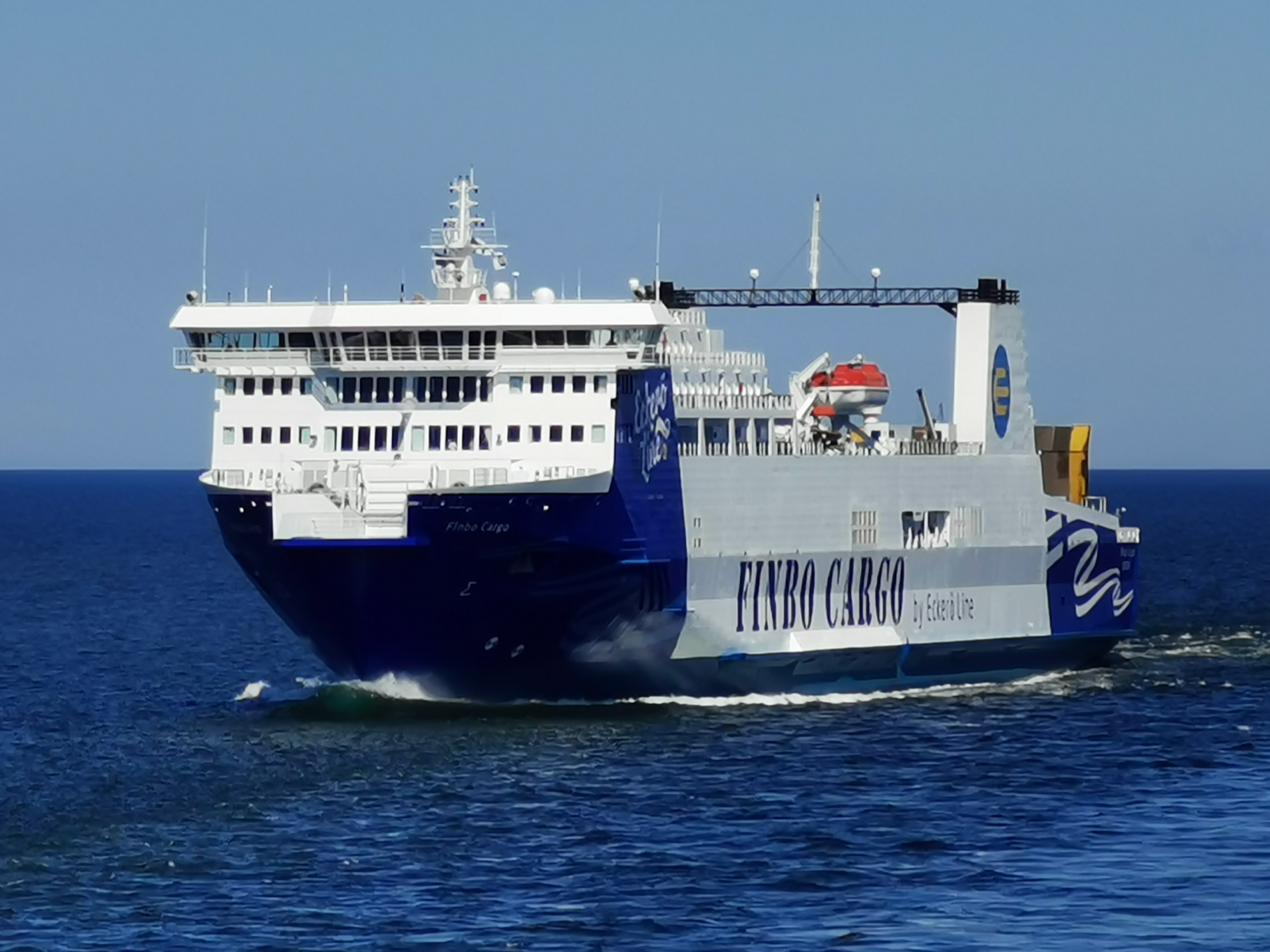
MS «Finbo Cargo»
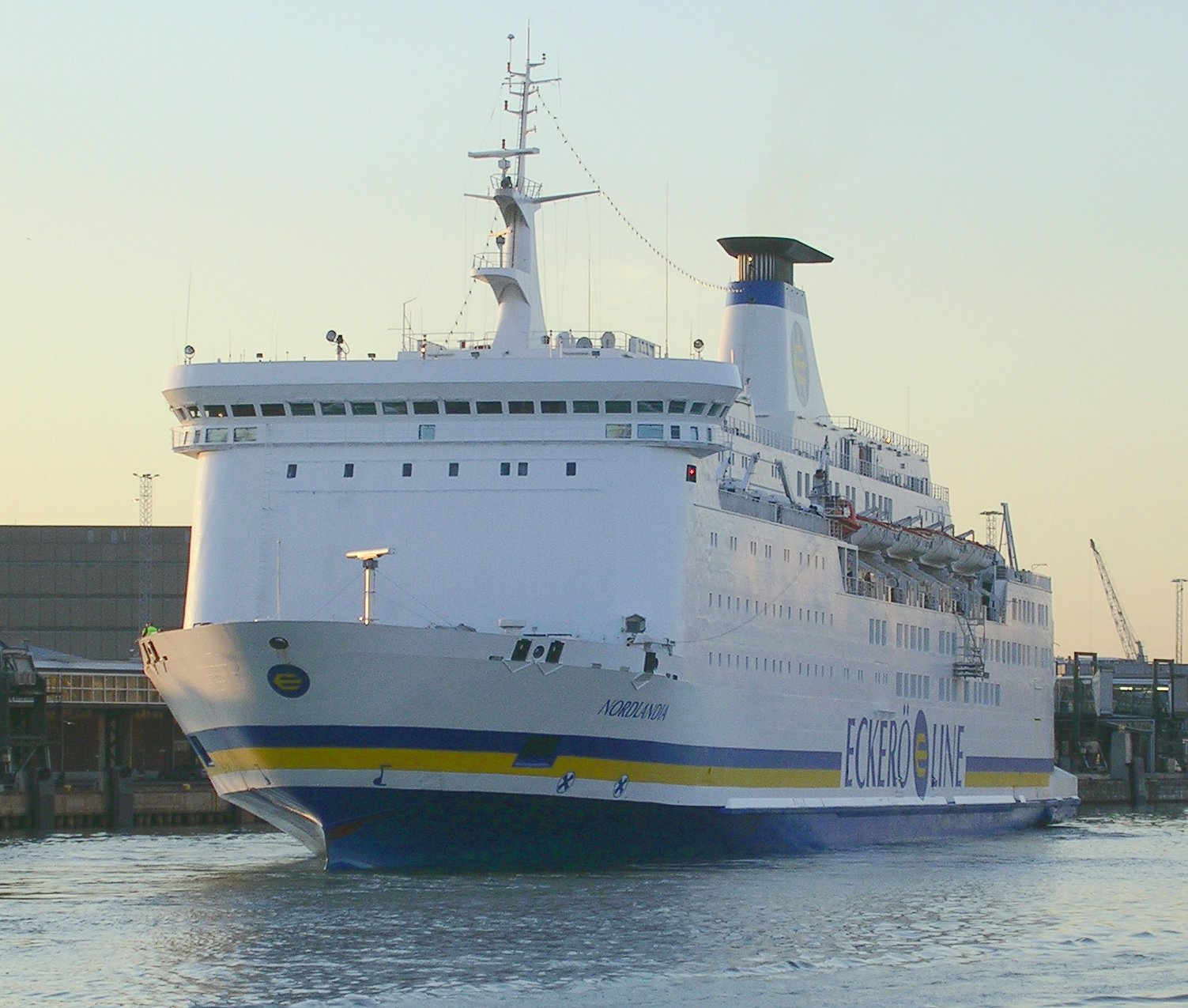
MS «Nordlandia»
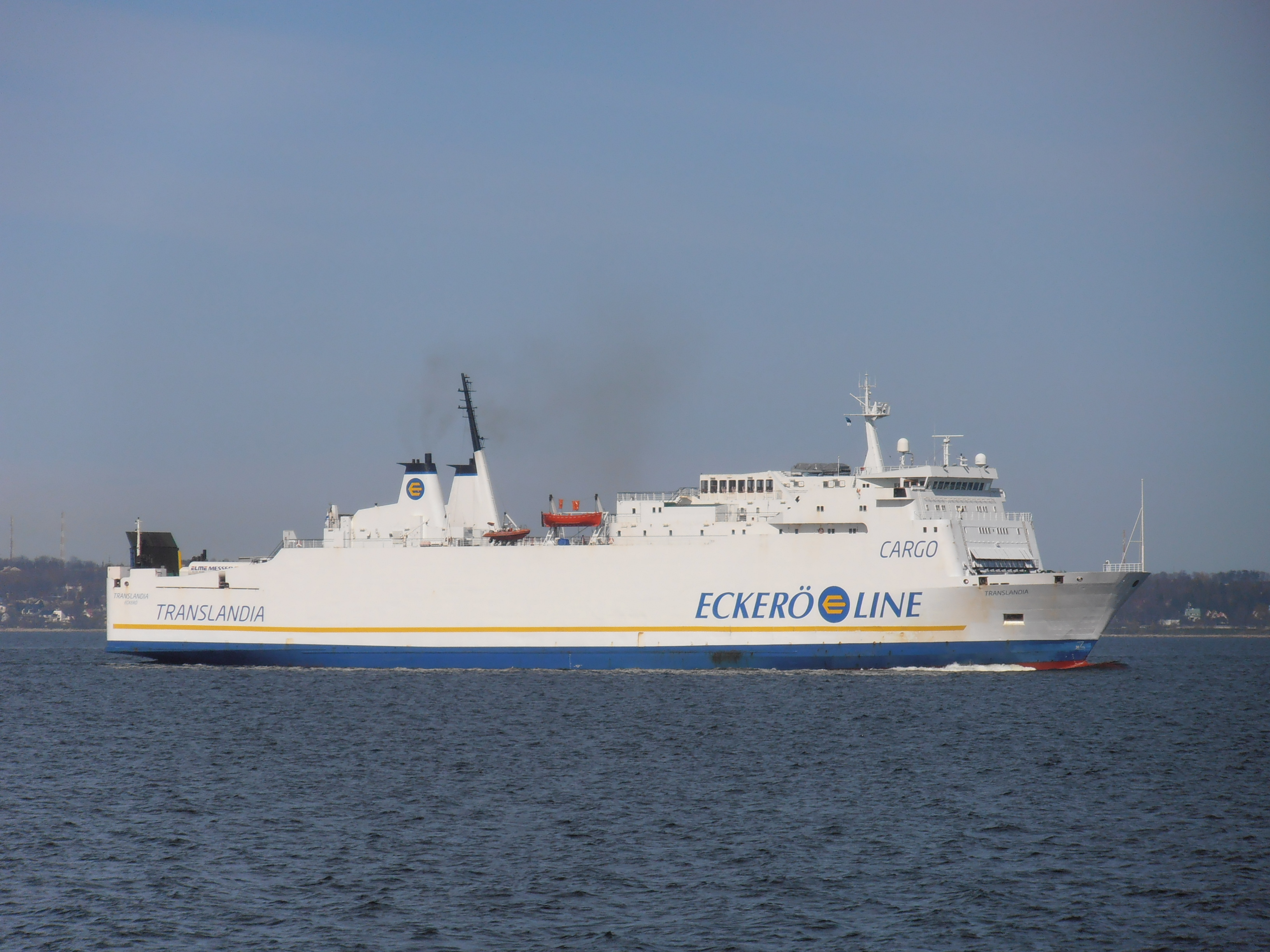
MS «Translandia»

## Основні конкуренти
- Tallink
- Viking Line
- Linda Line
- Ave Line
- St. Peter Line